# アーニー・カルバリー
アーネスト・アルバート・カルバリー (Ernest Albert Calverley, 1924年1月30日 - 2003年10月20日) は、アメリカ合衆国の元プロバスケットボール選手、指導者。身長178cm、体重65kg。ポジションはポイントガード。BAA初代アシスト王受賞者。

## 経歴
カルバリーはロードアイランド大学でスター選手として活躍し、1944年には平均26.7得点でNCAAディビジョンⅠ得点王に輝いた。準優勝を果たした1946年のNITトーナメントでは、準決勝で62フィートの距離から試合をオーバータイムに持ち込むブザービーターを決めて話題となった。
大学卒業後、カルバリーは創設されたばかりのプロリーグであるBAAに参加し、地元に本拠地を置いていたプロビデンス・スチームローラーズに入団した。プロ1年目の1946-47シーズン、カルバリーはいずれもチームトップとなる平均14.3得点3.4アシストを記録し、BAA初代アシスト王の座についた。このシーズンにはオールBAA2ndチームにも選ばれた。翌シーズンも平均2.5アシストでリーグ首位だったが、当時スタッツリーダーはシーズン通算で決められていたためアシスト王は逃した。3年目の1948-49シーズンにはキャリアハイとなる平均4.3アシストを記録した。
このシーズンを最後にスチームローラーズは解散し、カルバリーはエクスパンション・ドラフトでボストン・セルティックスに指名されたが1ヶ月後に解雇され、1試合もプレーすることなく現役を引退した。BAAでの成績は165試合に出場して通算1,961得点572アシスト（平均11.9得点3.5アシスト）であった。
カルバリーは1957年に母校ロードアイランド大学のヘッドコーチに就任し、1968年まで務めた。彼の在任中、チームは1961年と1966年の2度NCAAトーナメントに進出したがいずれも初戦敗退した。
カルバリーは2003年、心臓病の合併症のためロードアイランド州プロビデンスにて79歳で死去した。

## 個人成績
| *    | リーグ1位    |
| 太字 | キャリアハイ |

### レギュラーシーズン
| Season  | Team   | GP  | FG%  | FT%  | APG  | PPG  |
| ------- | ------ | --- | ---- | ---- | ---- | ---- |
| 1946–47 | PRO    | 59  | .293 | .703 | 3.4* | 14.3 |
| 1947–48 | PRO    | 47  | .271 | .665 | 2.5* | 11.9 |
| 1948–49 | PRO    | 59  | .313 | .756 | 4.3  | 9.4  |
| Career  | Career | 165 | .291 | .707 | 3.5  | 11.9 |